# دجاجة الماء خضراء الأقدام

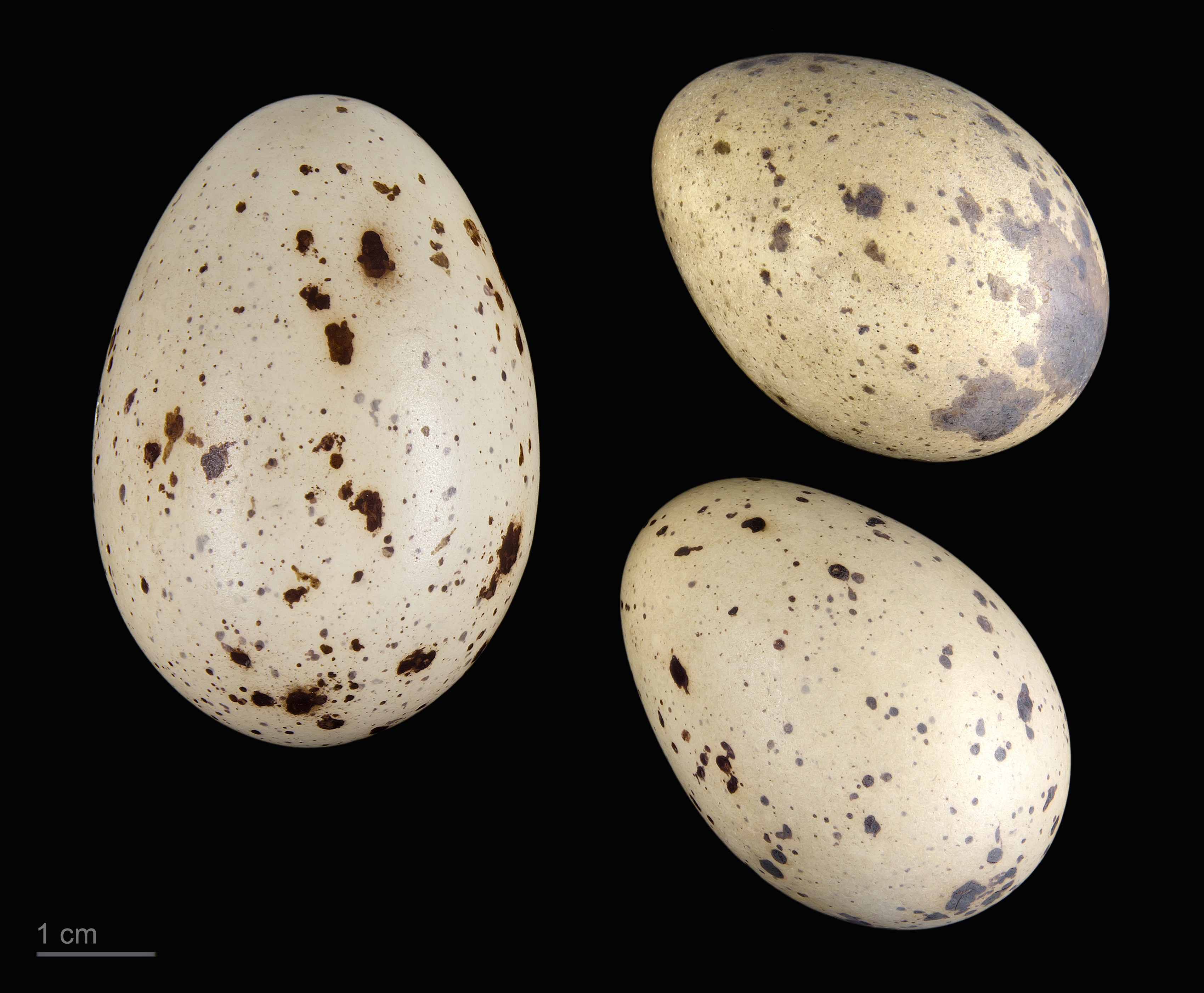
بيض دجاجة الماء المبذولة

دُجاجة الماء المبذولة أو دجاجة الماء خضراء الأقدام (الاسم العلمي: Gallinula chloropus) (بالإنجليزية: Common Moorhen)‏ هي نوع من الطيور تتبع جنس دجاجة الماء من فصيلة المرعات.